# Lorenzo Malaguerra
Lorenzo Malaguerra, né le 21 mars 1972 à Berne, est un homme de théâtre suisse, directeur du Théâtre du Crochetan, à Monthey en Valais.

## Biographie
Après un master en géographie à l’Université de Genève en 1995, Lorenzo Malaguerra a suivi une formation de comédien à l’École Supérieure d’Art Dramatique de Genève (ESAD) entre 1996 et 1999[réf. nécessaire].   
En 2001, il crée la compagnie Le Troisième Spectacle[réf. nécessaire], avec laquelle il met en scène plusieurs spectacles dont La Nuit juste avant les forêts, de Bernard-Marie Koltès ; L’Échange, de Paul Claudel ; Antigone, de Sophocle ou encore Roméo et Juliette, de William Shakespeare.  
Il signe en 2004 avec Alain Perroux des mises en scène de spectacles lyriques avec l’Opéra de Poche de Genève comme Pelléas et Mélisande de Claude Debussy ou Sweeney Todd, de Stephen Sondheim. En 2014, il met en scène Babel, after the war, une création de Xavier Dayer sur un livret d'Alberto Manguel,.  
Il collabore également avec la compagnie de l’Ovale dirigée par Denis Albert, ancien directeur du Théâtre du Crochetan[réf. nécessaire] à Monthey. Avec cette compagnie, ils créent Lou - Cabaret théâtral et déjanté  ; La Grande Gynandre, sur des textes de la poétesse suisse Pierrette Micheloud (2016) ; Frida Jambe de bois, spectacle musical consacré à Frida Kahlo (2018). 
En 2009, il est nommé directeur du Théâtre du Crochetan et chef du service culture et tourisme de la ville de Monthey, en Suisse. 
En 2011, Il fonde l'association "20 ans 100 francs" dont l'objectif est de créer un abonnement général culturel (AG culturel) afin de promouvoir l'accès aux lieux culturels suisses auprès des jeunes générations.
Entre 2012 et 2019[réf. nécessaire], il préside la Conférence des délégués culturels du canton du Valais.

## Metteur en scène

### Théâtre
- 2000 : Outrage au public (Publikumsbeschimpfung), de Peter Handke, création au Théâtre des Salons
- 2000 : Les nuisances d’Orphée, de Matteo Zimmermann, création au Théâtre de la Grenade
- 2001 : La nuit juste avant les forêts, de Bernard-Marie Koltès, création à la Halle 52 – site Artamis, Genève, avec la compagnie le Troisième Spectacle
- 2001 : Monsieur Pirandello on vous demande au téléphone, de Antonio Tabucchi, création au Théâtre du Grütli
- 2002 : Monsieur Klebs et Rozalie, de René de Obaldia, création au Théâtre de l’Orangerie
- 2002 : Don Juan ou l’amour de la géométrie, de Max Frisch, création au Théâtre des Salons avec la compagnie le Troisième Spectacle
- 2002 : Le destin des viandes, de Anne-lou Steininger, création à la Comédie de Genève
- 2003 : Elle est là, de Nathalie Sarraute, création au Théâtre de la Grenade, Genève avec la compagnie le Troisième Spectacle
- 2004 : Antigone, de Sophocle, création au Collège de la Gradelle, Genève avec la compagnie le Troisième Spectacle[10]
- 2005 : Savannah Bay de Marguerite Duras, création au Théâtre du Grütli, Genève
- 2005 : Journal d’un vieil homme, d’Anton Tchékhov, création au Théâtre Le Poche, Genève
- 2007 : Antilopes, de Henning Mankell, création au Théâtre de l’Orangerie, Genève
- 2008 : Roméo et Juliette, de William Shakespeare, création au Théâtre Populaire Romand, La Chaux-de-Fonds, avec la compagnie le Troisième Spectacle
- 2008 : Antigone, de Sophocle, création au Théâtre Monnot, Beyrouth
- 2011 : Reprise de La nuit juste avant les forêts, de Bernard-Marie Koltès, à la Comédie de Genève avec la compagnie le Troisième spectacle[11]
- 2012 : La Sagesse des abeilles, première leçon de Démocrite, spectacle de Jean Lambert-wild, Jean-Luc Therminarias, Michel Onfray, Lorenzo Malaguerra et François Royet, création à la Comédie de Caen - Centre Dramatique National de Normandie
- 2014 : En attendant Godot, de Samuel Beckett, direction Jean Lambert-wild, Lorenzo Malaguerra et Marcel Bozonnet, création à la Comédie de Caen
- 2016 : Richard III - Loyaulté Me Lie, d'après Richard III de William Shakespeare, spectacle de Jean Lambert-wild, Lorenzo Malaguerra, Stéphane Blanquet, Élodie Bordas et Jean-Luc Therminarias[12],, création au Théâtre de l'Union - Centre Dramatique du Limousin
- 2016 : Roberto Zucco, de Bernard-Marie Koltès, spectacle de Jean Lambert-wild et Lorenzo Malaguerra pour la National Theatre Company of Korea (NTCK), création au Myeongdong Theater, Séoul (Corée) le 23 septembre 2016
- 2018 : J'arriverai par l'ascenseur de 22h43, de Philippe Soltermann, création au Théâtre Benno Besson
- 2018 : Yotaro au pays des Yôkais, spectacle de Jean Lambert-wild & Lorenzo Malaguerra, création au Shizuoka Performing Arts Center à Shizuoka (Japon)
- 2019 : Dom Juan ou le Festin de Pierre, spectacle de Jean Lambert-wild & Lorenzo Malaguerra, création au Théâtre de l'Union - Centre Dramatique du Limousin
- 2021 : Antigone, de Sophocle, création au Théâtre du Crochetan
- 2022 : Mémoires de Moustique, création au Théâtre du Crochetan, avec la compagnie de l'Ovale

### Opéras et spectacles musicaux
- 2004 : Pelléas et Mélisande, de Claude Debussy, co-mise en scène avec Alain Perroux, création au Théâtre du Loup, Genève.
- 2007 : L’histoire du Pope et de son serviteur Balda, de Dmitri Chostakovitch, Orchestre de la Suisse Romande, création au Victoria Hall, Genève.
- 2008 : Sweeney Todd, de Stephen Sondheim, co-mise en scène avec Alain Perroux, création au Théâtre du Loup.
- 2014 : Babel, After the war, de Xavier Dayer et Alberto Manguel, création au Théâtre de Vevey.
- 2013 : Lou – Cabaret théâtral et déchanté, Théâtre du Crochetan, Monthey. Avec la compagnie de l'Ovale.
- 2014 : La boîte à joujoux, de Claude Debussy, Jardins musicaux de Cernier.
- 2018 : Les Noces de Figaro, de Wolfgang Amadeus Mozart, co-mise en scène avec Philippe Soltermann, création à la HEMU (Haute École de Musique de Lausanne), Lausanne
- 2018 : Frida Jambe de bois, Théâtre du Crochetan, Monthey. Avec la compagnie de l'Ovale.

## Acteur
- 1999 : Woyzeck, de Georg Büchner, direction José Lillo, Halle 52.
- 1999 : La double inconstance, de Marivaux, direction Jean Liermier, Théâtre de Carouge.
- 2000 : Outrage au public, de Peter Handke, Théâtre les Salons.
- 2000 : Zoo story, de Edward Albee, direction Jean Liermier, Halle 52 – site Artamis.
- 2000 : Les parents terribles, de Jean Cocteau, direction Georges Wod, Schauspielhaus Zurich.
- 2001 : Penthésilée, de Heinrich von Kleist, direction José Lillo, Halle 52 – site Artamis.
- 2001 : Monsieur Pirandello on vous demande au téléphone, de Antonio Tabucchi, Théâtre du Grütli.
- 2002 : Britannicus, de Jean Racine, direction Armen Godel, Théâtre du Grütli.
- 2004 : Théâtre / Roman, de Louis Aragon, direction Richard Vachoux, Comédie de Genève.
- 2009 : Quai Ouest, de Bernard-Marie Koltès, direction Julien George, Théâtre du Loup.

## Bourses et soutiens
- 2004 : Bourse du Département de l’Instruction Publique du Canton de Genève pour une résidence de metteur en scène en milieu scolaire[10].